# Genere maschile
Il maschile è un genere grammaticale, presente in molte lingue che posseggano quest'ultimo. 
Esso si applica di norma ai soggetti animati di sesso maschile, ma spesso viene usato anche con inanimati, e in qualche caso animati di genere femminile. 
Per esempio, in italiano sono sostantivi maschili uomo (animato maschile), desco (inanimato), soprano (animato femminile).
In molte lingue che possiedono generi grammaticali, il maschile è la forma meno marcata,  
- vuoi in quanto priva di marche specifiche riservate ad altri generi, 
  - per esempio in arabo: ˁazīz "caro" / ˁazīz-ah "cara"
- vuoi in quanto utilizzato di preferenza quando non sia necessario specificare un genere 
  - ad esempio, nella frase italiana: è arrivato qualcuno (che potrebbe essere anche una donna).